# Basalt (rzeka)
Basalt – rzeka w Australii, w centralnej części stanu Queensland. Ma 179 km długości. Wypływa z Wielkich Gór Wododziałowych, płynie w kierunku północno-wschodnim. Uchodzi do rzeki Burdekin, 45 mil (72 km) na północny zachód od Charters Towers. Przepływa przez liczne duże, trwałe, głębokie i przejrzyste zbiorniki wodne. Obszar zlewiska rzeki jest wykorzystywany do wypasu bydła, a także posiada duże znaczenie kulturowe i duchowe dla rdzennych mieszkańców tych ziem, plemion Gudjal.